# Cleaveius circumspinifer
Cleaveius circumspinifer är en hakmaskart som beskrevs av Chirayathumadom Venkatachalier Subramanian 1927. Cleaveius circumspinifer ingår i släktet Cleaveius och familjen Rhadinorhynchidae. Inga underarter finns listade i Catalogue of Life.